# Apponyi Henrik
Nagyapponyi gróf Apponyi Henrik (Bécs, 1885. január 1. – Budapest, 1935. december 5.) vadászutazó, vadászíró.

## Élete
Édesapja Apponyi Lajos (1849–1909) udvarnagy, édesanyja gróf Scherr-Thoss Margit volt. Tanulmányait Oxfordban végezte, majd 1909-ben Budapesten diplomáciai vizsgát tett.
1907-től a Kereskedelmi Minisztérium segédfogalmazója lett, majd 1908-1909-ben az Osztrák–Magyar Monarchia külügyminisztériumának fogalmazója. 1909-1912 között a berlini nagykövetségen attasé, 1912-1913-ban pedig a konstantinápolyi követség munkatársa. 1913-ban rendelkezési állományba került. Az első világháborúban mint népfelkelő hadnagy vett részt.
Kedvtelésből több vadászexpedíciót vezetett: 1924-ben Szudánba, 1930-ban és 1932-ben Indiába, 1933-ban Amerikába. Bombayben és Delhiben az indiai alkirály vendége volt, majd Nepálban, a Terai-övezet mocsaras őserdeiben tigrisre vadászott. Ladak területén és Leh környékén vadászott és egészen a tibeti határig hatolt, ahol ritka magashegyi állatokat – kőszáli kecskéket – ejtett zsákmányul. Díszes vadásznaplója fontos kortörténeti dokumentum.
Adósságai miatt elzálogosította az Apponyi kastélyt.
Mártonvölgyi László az Emlékek földjén (1941) című művének bevezetőjében idéz leveléből.

## Művei
- 1931/2011/2023 Úti- és vadásznaplóm Indiából és a Himaláyából. Budapest.